# Wilhelm Gantner
Wilhelm Gantner (* 29. April 1949 in Nenzing) ist ein österreichischer Politiker (ÖVP) und Unternehmer der Elektronik-Branche. Gantner war von 1992 bis 1994 vom Vorarlberger Landtag entsandtes Mitglied des österreichischen Bundesrates.

## Leben und Wirken
Wilhelm Gantner kam am 29. April 1949 in der Walgau-Gemeinde Nenzing zur Welt, wo er von 1955 bis 1959 zunächst die Volks- und anschließend von 1959 bis 1963 die Hauptschule besuchte. In den Jahren 1963 und 1964 war er anschließend am musisch-pädagogischen Realgymnasium in Feldkirch, ehe er 1964 eine Lehre als Radio- und Fernsehtechniker in Frastanz begann. 1968 und 1969 bildete er sich an der Technischen Akademie Esslingen weiter und stieg noch im selben Jahr als Techniker der Elektronikabteilung an einem Elektronikinstitut ins Berufsleben ein. Gleichzeitig besuchte er in München das Oskar-von-Miller-Polytechnikum und legte 1971 die Meisterprüfung als ab. Von 1972 bis 1974 war Gantner in der Folge als Betriebsleiter einer Radio- und Fernsehabteilung tätig, 1974 gründete er mit einem Partner eine eigene Firma und war dort als Geschäftsführer bis 1982 tätig.
Im Jahr 1982 gründete Wilhelm Gantner sein eigenes Elektronikunternehmen in seiner Heimatgemeinde Schruns. Ebenfalls 1982 wurde er zum Obmann der Jungen Wirtschaft Vorarlberg gewählt. Ab 1985 war Gantner Gemeindevertreter für die Österreichische Volkspartei in Schruns und ab 1986 Obmann des Wirtschaftsbunds in seiner Heimatgemeinde. In weiterer Folge wurde Gantner in zahlreiche Funktionen im Vorarlberger Wirtschaftsbund, in der ÖVP Vorarlberg sowie in der Wirtschaftskammer und im Wirtschaftsförderungsinstitut bestellt. Schließlich wurde Gantner am 15. September 1992 vom Vorarlberger Landtag als Vorarlberger Mitglied des Bundesrats nach Wien entsandt. Nach der Landtagswahl in Vorarlberg 1994 schied Wilhelm Gantner aus dieser Funktion am 18. Oktober 1994 wieder aus.
Im Jahr 1999 wurde Wilhelm Gantner vom Bundespräsidenten der Berufstitel Professor verliehen.